# Mateusz
Mateuszⓘ – imię męskie pochodzenia biblijnego, wywodzące się od hebr. ‏מַתִּתְיָהוּ‎, imienia Matanjah, Matisyahu oznaczającego „dar Boga”, „dar Jahwe”. W dawnych źródłach polskich występowało jako: Mathaeus, Matyjasz, Matitiasz, Matyja, Matys(z), Matoz, Matusz. Do XVI wieku imiona Maciej i Mateusz nie były w języku polskim rozróżniane.
Mateusz imieniny obchodzi: 22 stycznia, 21 września, 7 października, 13 listopada i 25 grudnia.
Łącznie w Polsce nosi je 374 454 mężczyzn.

## Znane osoby noszące imię Mateusz
- św. Mateusz Apostoł i Ewangelista – I w. n.e., apostoł Jezusa Chrystusa, autor Ewangelii
- św. Mateusz eremita – XI w., polski męczennik, jeden z pięciu braci męczenników z Międzyrzecza
- Mateusz (biskup krakowski)
- Mateusz I Lotaryński – książę Lotaryngii od 1139
- Mateusz Banasiuk – polski aktor
- Matthew Barlow – amerykański wokalista
- Mateusz Bartczak (ur. 1979) – piłkarz polski
- Mateusz Bartel (ur. 1985) – polski szachista
- Mateusz Bieniek – polski siatkarz
- Mateusz Borek – komentator sportowy
- Matthew Broderick – aktor, reżyser
- Mateusz Birkut – postać fikcyjna
- Mateusz Biskup – polski wioślarz
- Mateusz Bluza (ur. 1992)  – Guzior, polski raper i autor tekstów
- Matthias Buse – niemiecki skoczek narciarski
- Matthew Centrowitz – amerykański lekkoatleta, biegacz średniodystansowy
- Mateusz Cygański (XVI wiek) – myśliwy polski, autor dzieła „Myślistwo ptasze”
- Matt Damon – amerykański aktor
- Mateusz Damięcki – aktor
- Mateusz Dobieralski – piosenkarz
- Mateusz Dobrucki (1520?–1602) – lutnik krakowski
- Mathieu Faivre – francuski narciarz alpejski
- Matej Ferjan – narciarz i żużlowiec słoweński
- Mathieu Flamini – francuski piłkarz
- Matthew Fox – aktor
- Mathias Fredriksson – szwedzki biegacz narciarski
- Matt Groening (ur. 1954) – twórca serialów Simpsonowie i Futurama
- Matt Hancock – brytyjski polityk
- Mattias Hargin – szwedzki narciarz alpejski
- Matti Hautamäki – fiński skoczek narciarski
- Matti Heikkinen – fiński biegacz narciarski
- Matthew Hudson-Smith – brytyjski lekkoatleta
- Mateusz Iżycki (1898–1952) – generał WP
- Mateusz Janicki – aktor
- Mateusz Janik – polski biathlonista
- Mateusz Karaś (ur. 1987) – Białas, polski raper, autor tekstów oraz freestyle'owiec
- Matej Kazijski (ur. 1984) – bułgarski siatkarz
- Mateusz Kijowski – polski działacz społeczny
- Mateusz Król – polski aktor
- Mateusz Kusznierewicz (ur. 1975) – polski żeglarz, mistrz olimpijski
- Matthew McConaughey – amerykański aktor
- Matt LeBlanc – amerykański aktor
- Matthew Lewis – aktor
- Matteo Marsaglia – włoski narciarz alpejski
- Mateja Matewski – macedoński poeta, krytyk literacki i eseista
- Matej Mavrič (ur. 1979) – piłkarz słoweński
- Mateusz Mika – polski siatkarz
- Mateusz Morawiecki – premier Polski
- Mateusz Mosiewicz – polski aktor
- Matti Nykänen – fiński skoczek narciarski
- Matti Oivanen (ur. 1986) – fiński siatkarz
- Mateusz Pacewicz – polski scenarzysta filmowy
- Mateusz Pawłowski – polski aktor
- Matthew Perry (1969–2023) – amerykańsko-kanadyjski aktor
- Matt Pokora (ur. 1985) – francuski piosenkarz, tancerz, kompozytor, aktor, model
- Mateusz Pospieszalski (ur. 1965) – polski kompozytor muzyki rozrywkowej, instrumentalista
- Matthäus Daniel Pöppelmann (1662–1736) – architekt niemiecki
- Matthias Reim – niemiecki piosenkarz
- Matteo Renzi (2014–2016) – włoski polityk, premier Włoch
- Mateusz Rusin – polski aktor
- Mateusz Rutkowski (ur. 1986–2024) – polski skoczek narciarski
- Matteo Salvini – włoski polityk
- Mateusz Sawrymowicz (ur. 1987) – polski pływak, mistrz świata
- Mateusz Jakub Szpakowski (ur. 1994) – Szpaku, polski raper i autor tekstów
- Mateusz Święcicki (1933–1985) – kompozytor jazzu
- Matthew Tuck (ur. 1980) – gitarzysta i wokalista zespołu Bullet for My Valentine
- Mateusz Wardyński – polski raper i aktor
- Matthew Whitworth – gubernator generalny Brytyjskiej Kanady
- Mateusz Zawistowski (ur. 1995) - Żabson, polski raper i autor tekstów
- Mateusz Ziółko – polski piosenkarz i pianista
- Mateusz Zwierzchowski (1720–1768) – polski dyrygent, organista i kompozytor
- Matjaž Zupan – słoweński skoczek narciarski i trener
- Matej Žagar – słoweński żużlowiec

## Odpowiedniki w innych językach
- język angielski: Matthew, Mathew, Matt, Matty
- język baskijski: Matia
- język białoruski: Матэвуш (czyt. Matewusz), Мацвей (czyt. Maćwiej)
- język czeski: Matouš
- język duński: Matthies, Mathies, Mads, Madz, Madts, Mats
- esperanto: Mateo
- język fiński: Matias, Matti
- język francuski: Mathieu, Matthieu, Mathis, Matheo
- język grecki: Matthaios, Maththaios
- język gruziński: მათე (czyt. Mate)
- język hiszpański: Matías, Matteo, Mateo
- język irlandzki: Maitiú
- język kataloński: Mateu
- język litewski: Matas
- łacina: Mathaeus, Matthaeus, Matheus
- język niderlandzki: Mathijs, Mattijs, Matthijs, Matteüs – ewangelista
- język niemiecki: Matthias, Mathias, Mattias, Matias, Mathis, Mattheis, Mattheus, Heis, Matthes, Mattes, Mades, Mat, Matz, Matze, Matzi, Mattes, Matti, Mattse, Mati, Maeti, Thias, Atze, Moartl, Hiasi, Hias, Hiasl, Matthäus, Mäthu, Mätthu, Mätu, Mäthi, Mätthi, Mätti, Mätzler, Tisu, This, Tisi, Ti, Hias, Hiasei, Hiesl
- język portugalski: Mateus
- język rosyjski: Матвей (czyt. Matwiej), Матфей (czyt. Matfej), Мотя (czyt. Motia)
- język rumuński: Matei
- język serbsko-chorwacki: Matija
- język słowacki: Matúš
- język słoweński: Matej, Mate, Matevž
- język turecki: Matta
- język ukraiński: Матвій (czyt. Matwij)
- język węgierski: Máté, Mátyás
- język włoski: Matteo, Mattia, Mattei, Matuzino, Matulinio, Matale